# سفين جي. إلياسن
سفين جي. إلياسن هو مؤرخ نرويجي، ولد في 1944.

## وصلات خارجية
- سفين جي. إلياسن على موقع IMDb (الإنجليزية)